# X (آلبوم اد شیرن)
«ضرب» (به انگلیسی: X) آلبومی از هنرمند اهل بریتانیا اد شیرن است که در ۲۰ ژوئن ۲۰۱۴ منتشر شد. ترانه‌های معروف آن بخوان، نکن و بلند بلند فکر کردن هستند.
این آلبوم در چارت‌های استرالیا، کانادا، هلند، دانمارک، فنلاند، آلمان، اسکاتلند، سوییس، و انگلستان در رتبه اول و در بسیاری از دیگر کشورها جزو ده آلبوم اول قرار گرفت.